# قشلاق میراعلم
قشلاق میراعلم یک روستا در ایران است که در استان اردبیل واقع شده‌است. قشلاق میراعلم ۳۳ نفر جمعیت دارد.